# 亞瑟王傳說
亞瑟王傳說，是西元十二世紀由遍歷歐洲的吟遊詩人開始傳頌的。
曾經盤踞在英國的凱爾特民族在西元一世紀的時候被羅馬帝國所統治，英格蘭成為帝國的不列顛尼亞行省，歷經六世紀以後，日耳曼民族大舉入侵羅馬帝國，帝國分裂後漸趨衰微，控制英格蘭的西羅馬帝國被迫退出不列顛。傳說中，亞瑟就是在日耳曼民族入侵的這段時期裡面，以凱爾特人的英雄身分登場。他率領各部落在贝登山战役中一舉擊潰屬於日耳曼民族一支的薩克森人，是中世紀英國著名的傳奇人物。
但是亞瑟的形象卻隨著傳說故事的演進而不斷變化，最後演變成為統治不列顛之王，成為將蘭斯洛特、崔斯坦等傳說中騎士收於麾下的「圓桌騎士」首領，擁有至高榮譽的英雄。
王者之劍（Excalibur）與石中劍（The Sword in the Stone）是亞瑟王至尊的王權象徵，佩帶著這把具有精靈魔力的王者之劍，令眾騎士俯首稱臣，不僅確立他自己的王位，也在眾多的戰役之中得勝凱旋。

## 參看
- 亞瑟王
- 亞瑟之死
- 圓桌騎士團
- 王者之劍
- 聖杯
- 阿瓦隆
- 剑栏之战
- 梅林 (亞瑟王傳說)，亞瑟王傳說中的巫師，英國著名的傳奇人物。

## 相關電影
- 石中劍
- 第一武士
- 亞瑟王
- 王者無敵
- 亞瑟：王者之劍
- 金牌特務

## 相關電視劇集
- 魔幻傳說
- Fate/Stay Night
- Fate/Zero
- Fate/Grand Order
- 七大罪 (漫畫)
- 假面騎士聖刃

## 相關動畫
- 圓桌騎士物語
- 七大罪 (漫畫)
- 閃電十一人GO

## 外部連結
- 迷失神話：亞瑟王傳奇